# A morał tej historii mógłby być taki, mimo że cukrowe, to jednak buraki
A morał tej historii mógłby być taki, mimo że cukrowe, to jednak buraki – trzeci album studyjny zespołu Luxtorpeda, wydany 1 kwietnia 2014 roku. Został sklasyfikowany na 32. miejscu w rocznym podsumowaniu sprzedaży w Polsce.
Początkowo płyta miała być zatytułowana √5 i w sprzedaży pojawić się w 2013 roku.

## Lista utworów
Opracowano na podstawie materiału źródłowego.
| CD 1 1. „Ostatni” (3:31) 2. „J. U. Z. U. T. N. U. K. U.” (3:17) 3. „Cały cyrk” (3:21) 4. „Hipokrytes” (4:13) 5. „Mambałaga” (3:12) 6. „Pusta studnia” (3:57) 7. „Samotna” (4:14) 8. „Nieobecny nieznajomy” (4:53) 9. „J'eu les poids” (3:14) 10. „Od może do może” (3:03) 11. „Smoła” (3:20) 12. „Persona non grata” (3:20) 13. „Jestem zwycięzcą?” (4:26) |  | CD 2 (Wersje instrumentalne) 1. „Ostatni” (3:31) 2. „J. U. Z. U. T. N. U. K. U.” (3:17) 3. „Cały cyrk” (3:22) 4. „Hipokrytes” (4:11) 5. „Mambałaga” (3:10) 6. „Pusta studnia” (3:57) 7. „Samotna” (4:13) 8. „Nieobecny nieznajomy” (4:54) 9. „J'eu les poids” (3:13) 10. „Od może do może” (3:03) 11. „Smoła” (3:21) 12. „Persona non grata” (3:19) 13. „Jestem zwycięzcą?” (4:26) |

## Twórcy
Opracowano na podstawie materiału źródłowego.
Zespół Luxtorpeda w składzie
- Robert „Litza” Friedrich – wokal, gitara, miksowanie
- Przemysław „Hans” Frencel – wokal
- Tomasz „Krzyżyk” Krzyżaniak – perkusja
- Krzysztof „Kmieta” Kmiecik – gitara basowa, wokal wspierający
- Robert „Drężmak” Drężek – gitara, wokal wspierający

Muzycy sesyjni
- Maciej Jahnz – gitara
- Piotr Łukaszewski – gitara

Produkcja
- Piotr Łukaszewski – miksowanie
- Jakub Biegaj – producent, miksowanie
- Maciej „Zuch” Mazurek – projekt okładki
- Mateusz „Mateo” Otremba – zdjęcia
- Brat Patefon OFMConv – zdjęcia
- Michał Sterzyński & Grzegorz Wieczorek – zdjęcia
- Karol Tomanek – zdjęcia
- Kacper Jahel – zdjęcia
- Justyna Zakrocka – zdjęcia